# Paracranae
Paracranae is een geslacht van rechtvleugeligen uit de familie veldsprinkhanen (Acrididae). De wetenschappelijke naam van dit geslacht is voor het eerst geldig gepubliceerd in 1931 door Willemse.

## Soorten
Het geslacht Paracranae  is monotypisch en omvat slechts de volgende soort:
- Paracranae celebesia (Willemse, 1931)